# Sulfanilamida
La sulfanilamida es un compuesto orgánico de azufre antibacteriano cuya estructura química es similar al ácido p-aminobenzoico (PABA).
Las sulfonamidas son derivados de sulfanilamida, que es el núcleo común a todos. La adición o sustitución de diversos grupos funcionales al grupo amida dan como resultado compuestos con propiedades físicas, químicas, farmacológicas y antibacterianas variables. La sulfanilamida es de acción corta con propiedades similares a las de sulfametoxazol.

## Historia
En 1908, el químico vienés Paul Josef Jakob Gelmo preparó la sulfanilamida en 1908. De esta, posteriormente se sintetizó la sulfonamidocrisoidina que iba a emplearse como tinción. En 1932, el pátologo alemán Gerhard Domagk notó que la sustancia protegía a los ratones de prueba contra Streptococcus pyogenes.

## Modo de acción
La sulfanilamida compite con el ácido p-aminobenzoico por la enzima bacteriana dihidropteroato sintasa, lo que impide la incorporación del PABA en el ácido dihidrofólico, el precursor inmediato del ácido fólico. Esto conduce a una inhibición de la síntesis de ácido fólico bacteriano y la síntesis de novo de purinas y pirimidinas, lo que finalmente da como resultado el colapso y la muerte celular.

## Uso indicado
En infecciones bacterianas de la piel; y en candidiasis por vía vaginal.
En veterinaria.
Su uso es en una combinación inyectable de sulfametazina, sulfanilamida y sulfatiazol. Se emplea en la difteria de los terneros y en pododermatitis de las vacas. En las enteritis del ganado y marranos.

## Uso en embarazo y lactancia
Embarazo
La sulfanilamida, igual que sus derivados sulfonamidas, se excretan en la leche materna en bajas concentraciones. Los niveles de sulfanilamida en leche (libre y conjugada) varían de 6 a 94 μg/ml.
Lactancia
La excreción de sulfanilamida, y sus derivados sulfonamidas, en la leche materna aparentemente no representa un riesgo significativo para el recién nacido sano a término. La exposición a sulfonamidas a través de la leche materna debe evitarse en lactantes enfermos, estresados o prematuros y en niños con hiperbilirrubinemia o deficiencia de glucosa-6-fosfato deshidrogenasa.